# 蒂魯內爾維利縣

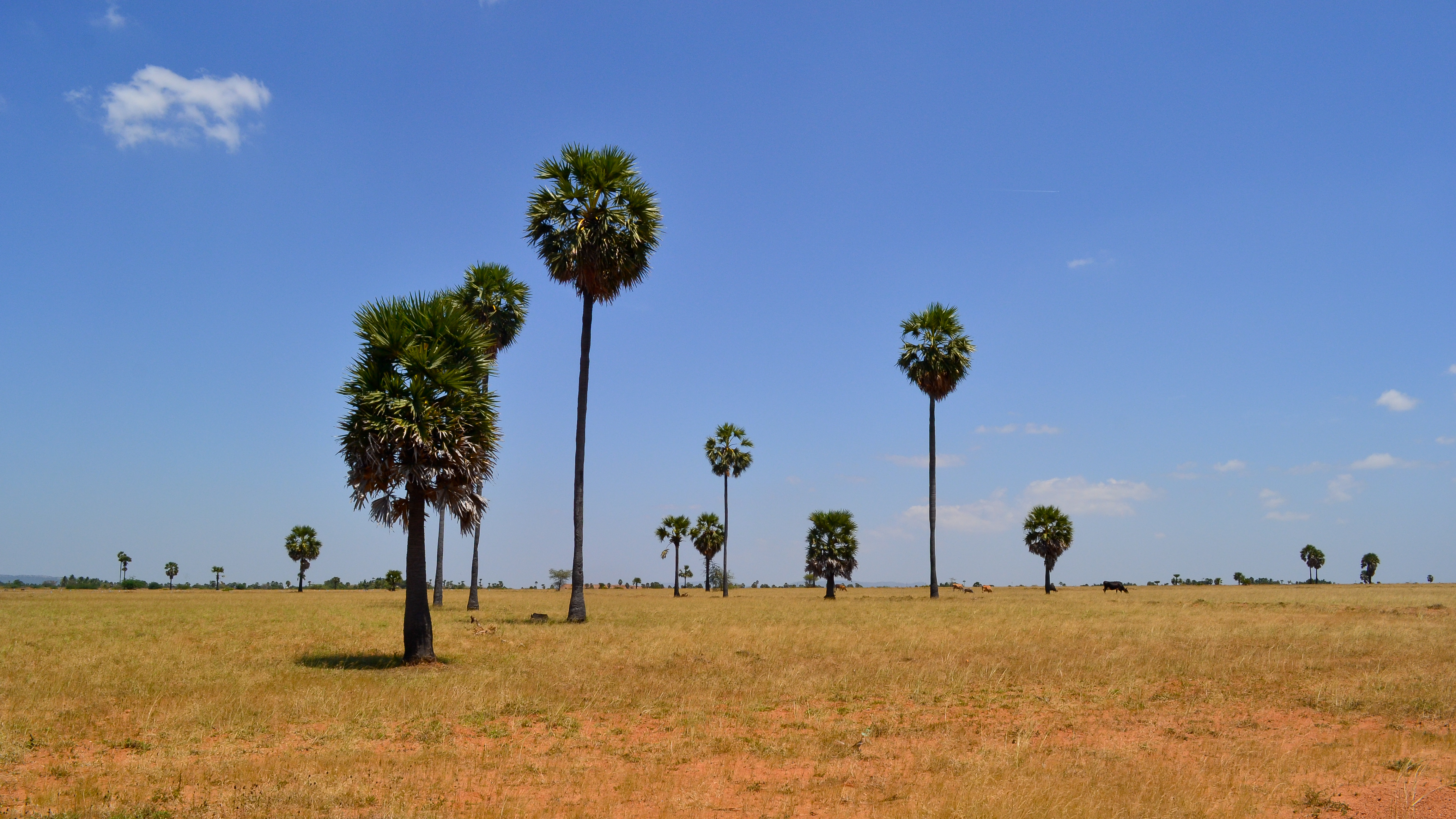

蒂魯內爾維利（Tirunelveli/Tinnevery）或譯提納弗利，是印度的一個縣，位於該國南部，由泰米爾納德邦負責管轄，面積6,823平方公里，每年平均降雨量815毫米，識字率為68.44%，2011年人口3,072,880，人口密度每平方公里450人。

## 外部連結
- Information about Tirunelveli
- Tirunelveli District （页面存档备份，存于）
- Tirunelveli Directory （页面存档备份，存于）